# Arsenal, Benetke
Beneški Arsenal (italijansko Arsenale di Venezia) je bil kompleks državne ladjedelnice, orožarne in skladišča v Benetkah v Italiji. Arsenal je bil temelj na katerem je počivala pomorska moč Beneške republike. Bil tudi prvo proizvodni obrat za masovno proizvodnjo, v kateri so se uporabljali standardizirani in zamenljivi deli.

## Zgodovina
Verjetno je na mestu današnjega Arsenala obstajala starejša ladjedelnica iz 8. stoletja v bizantskem slogu. Za začetek današnjeg Arsenala šteje leto 1104, ko je vladal dož Ordelafo Falier, čeprav o tem ni nikakršnih zanesljivih podatkov. V vsakem primeru je Arsenal obstajal v začetku 13. stoletja.
V začetku je služil samo za vzdrževanje vojnih ladij, a so leta 1320, po izgradnji večjega - Novega Arsenala (Arsenal Nuovo) na istem mestu, lahko gradili in vzdrževali tudi precej večje ladje. Od tedaj je bil Arsenal važno središče za proizvodnjo ladijskih vrvi in mesto za stanovanja delavcev.
Benetke so razvile metodo masovne proizvodnje vojnih ladij, ki je temeljila na sistemu, da se je najprej sestavila kobilica in rebra, šele nato ladijski opaž, za razliko od rimskega načina gradnje, pri katerem so začeli z opažem, narejenim po sistemu utor - pero. Ta nov sistem gradnje ladij je bil precej hitrejši in ekonomičnejši saj se je porabilo manj lesa. Na vrhuncu svoje produktivnosti na začetku 16. stoletja, je v Arsenalu delalo okoli 16.000 ljudi, ki so lahko naredili skoraj eno ladjo na dan, opremljeno z orožjem. Ta učinkovitost v proizvodnji ni bila videna vse do industrijske revolucije.
V Arsenalu so tudi razvili novo ognjeno orožje v začetni fazi razvoja, najprej bombardo leta 1370 in več manjšega orožja, ki je Benečanom služil v bojih z Genovežani nekaj let kasneje. Hitrost streljanja se je izboljšala tako, da so bombarde in prve pištole izločile uporabo samostrela, ker so lahko prebile oklep. Beneški kondotjer Bartolomeo Colleoni je prvi uporabil bombarde iz Arsenala v borbah pehote tako, da jih je montiral na stojala na kolesih.
Glavna vhodna vrata Arsenala - Porta Magna, so bila zgrajena okoli 1460. Verjetno jih je zgradil Antonio Gambello po načrtu Jacopa Bellinija. Dva lava, pripeljana iz Grčije sta bila dodana leta 1687. Eden od teh levov je poznan kot Lev iz Pireja in ima vrezane runske napise, ki so jih naredili skandinavski plačanci v 11. stoletju za križarske invazije na Grčijo.
Ob koncu 16. stoletja so v Arsenalu začeli eksperimentirati z gradnjo večjih ladij, ki bi nosile težko orožje. Najimpresivnejša taka ladja je bila galeja, uporabljena v Bitki pri Lepantu (1571) proti Turkom, razvita na osnovi stare trgovske velike galeje. To je bila za tiste čase ogromna ladja, ki se je premikala s pomočjo dveh jader in vesel. To je bila prava plavajoča trdnjava, s topovi, montiranimi na lafetah s kolesi, nanizanimi na bokih ladje. Bila pa je počasna in neokretna za borbo, tako da so zgradili le nekaj primerov. Arsenal je izdelal tudi galeon, dobro oboroženo trgovsko jadrnico. Učinkovita ladja v velikih pomorskih bitkah na odprtem morju.
Dober del Arsenala je bil uničen v času napoleonske okupacije Benetk, a bil kasneje obnovljen v času kraljestva Lombardija-Benetke, ko so Benetkam vladali Habsburžani. Arsenal je bil glavna pomorska baza in raziskovalni center avstrijske mornarice. Po revoluciji leta 1848 in vstaji v Benetkah, je Avstrijsko casarstvo premestilo orožarno in vojno luko iz strateških razlogov v Pulo leta 1856 (danes Brodogradilište Uljanik na Hrvaškem). Od tedaj, zlasti pa od pojava parnikov z železnim opažem, je Arsenal nazadoval, sredi 20. stoletja pa popolnoma ugasnil. Danas je Arsenal razstaviščni prostor Beneškega bienala in center za ohranjanje starih ladij.

## Masovna proizvodnja galej
Arsenal je bil sposoben masovne proizvodnje galej skoraj po tekočem traku, kar je bilo v tistem času unikum, sam Arsenal pa je bil največji posamični industrijski kompleks v Evropi pred industrijsko revolucijo. Arsenal je navdušil tudi slavnega pesnika Danteja, ki je opeval čudo Arsenala v 21. poglavju svojega Pekla v Božanski komediji.
Quale nell’arzana de’ Viniziani
bolle l’inverno la tenace pece
(kot v beneškem arsenalu
kipi pozimi tekoča smola) 
Sposobnost Arsenala da proizvede veliko količino ladij je bila edinstvena, saj se je tedanja proizvodnja vrtela v cehovskih okvirih in počasi. Kapaciteta proizvodnje je bila rezultat velike količine delavcev, ki so delali v Arsenalu. Proizvodnja je bila razdeljena na tri glavne faze: konstrukcija ladje (kobilica in rebra), rezanje in obdelava desk in izdelava kabine, ter zaključna montaža. Vsaka faza je imela svoje specializirane delavce. Večina delov ladje je bila standardizirana, tako da se je proizvajalo kot na montažnem traku. V Arsenalu je bilo pogosto do 100 galej v različnih fazah proizvodnje ali popravilu. Tudi sama arhitektura in organizacija Arsenala je omogočala minimalen transport materiala, ker so se ladje med gradnjo premikale po kanalih, kot po tekočem traku. Tako tehnologijo je v začetku 20. stoletja spet uvedel šele Henry Ford.

## Galileo in Arsenal
Galileo Galilei je postal leta 1593 zunanji svetovalec Arsenala, ki je pomagal inženirjem pri reševanju problemov pri gradnji in konstrukciji ladij, še posebej v zvezi z balistiko. Uvedel je nekatere inovacije v proizvodnji. Na osnovi izkušenj iz Arsenala, je Galileo kasneje napisal knjigo, ki se je ukvarjala s trdnostjo in odpornostjo materiala in tako utiral pot novi znanosti. 

## Benetke in njena pomorska moč
Benetke so svoje bogastvo in moč temeljile na sposobnosti kontrole pomorske trgovine po Sredozemlju. Tega ne bi mogle realizirati brez izjemno velike mornarice in trgovske moči. Okoli leta 1450 so imele Benetke več kot 3.000 ladij stalno na vožnji, tako trgovskih kot vojnih. To silno količino ladij je bilo potrebno stalno vzdrževati in opremljati. Beneški Arsenal je bil odgovoren tudi za redno vzdrževanje večine galej. Ker je to zahtevalo precej denarja, so beneške oblasti skoraj 10% svojih prihodskov potrošile v Arsenalu, a brez njega ne bi bila mogoča dominacija v prostoru, ki je omogočala bogastvo Benetk. 